# Sonseca
Sonseca község Spanyolországban, Toledo tartományban. Sonseca Ajofrín, Orgaz és Mazarambroz községekkel határos. Lakosainak száma 11 328 fő (2024).

## Népesség
A település népessége az utóbbi években az alábbiak szerint változott:
| Lakosok száma | 9790 | 10 130 | 10 818 | 11 265 | 11 630 | 11 437 | 11 068 | 11 067 | 11 084 | 11 328 |
|               | 2001 | 2004   | 2007   | 2009   | 2012   | 2014   | 2017   | 2019   | 2022   | 2024   |